# Thiago Alcântara
Thiago Alcântara do Nascimento (San Pientro Vernotico, 11. travnja 1991.) bivši je španjolski nogometaš koji je igrao na poziciji veznog.
Rođen je u Italiji kao najstarije dijete bivšeg igrača Mazinha. Thiago se pridružio Barceloni u dobi od 14 godina, a za prvu momčad je debitirao 2009. Nakon osvajanja trofeja, uključujući dvije La Lige, UEFA Ligu prvaka i FIFA Svjetsko klupsko prvenstvo, 2013. prelazi u Bayern München za 25 milijuna eura.

## Vanjske poveznice
- Službena web-stranica  Arhivirana inačica izvorne stranice od 13. travnja 2016. (Wayback Machine)
- Profil, barcelona
- Profil, BDFutbol (engl.)
- Thiago Alcântara, National-Football-Teams.com‎ (engl.)
- Thiago Alcântara u UEFA-inim natjecanjima (arhivirane) (engl.)